# Donji Livoč
Livoç i Ulët en albanais et Donji Livoč en serbe latin (en serbe cyrillique : Доњи Ливоч) est une localité du Kosovo située dans la commune/municipalité de Gjilan/Gnjilane, district de Gjilan/Gnjilane (Kosovo) ou district de Kosovo-Pomoravlje (Serbie). Selon le recensement kosovar de 2011, elle compte 3 497 habitants.

## Démographie

### Évolution historique de la population dans la localité
| 1948 | 1953  | 1961  | 1971  | 1981  | 1991  | 2011  |
| ---- | ----- | ----- | ----- | ----- | ----- | ----- |
| 962  | 1 087 | 1 219 | 1 536 | 1 754 | 2 048 | 3 497 |

|  |

### Répartition de la population par nationalités (2011)
En 2011, les Albanais représentaient 99,60 % de la population.